# 仁川清租界
仁川清租界，是指1884年至1895年清朝在朝鲜仁川的租界。

## 历史
1882年朝鲜发生壬午兵变，清朝出兵镇压。1882年10月，清朝迫使朝鲜签订《中朝商民水陆贸易章程》，在朝鲜取得领事裁判权、海关监管权等一系列权益。1884年（光绪十年）阴历三月初七，中国又与朝鲜签订《仁川华商租界章程》。该章程包括11项条款和3项附加条款，规定清朝在仁川取得1.8公顷的租界地及0.7公顷商业用地，朝鲜方面承担清租界的街道、下水道、桥梁、房屋、码头设施建设费用，同时对住宅地和商业用地的等级区分、地价征收、年税、华商葬地和耕地等条款做了详细规定。
中朝签署《仁川华商租界章程》之后，日本也对朝鲜提出同样的要求，在仁川获得租界。英、法、俄、德等国则获得了各国共同租界和商用地，并设立了租界工部局，作为管理机构。清朝随后又与朝鲜签订了《釜山华商租界章程》和《元山华商租界章程》，在釜山和元山也获得了租界。侨居在清租界的中国商人（多来自山东）在仁川设立了仁川绅商协会，建立了济宁学校，清朝派出领事和商务委员进行管理，清租界内的市政设施则委托各国共同租界工部局代管。
1894年中日甲午战争爆发后，清朝在朝鲜的租界被日军占领。中日马关条约规定朝鲜为“独立自主之国”后，朝鲜政府宣布中朝两国原订一切约条作废，收回清朝在朝鲜的全部租界和外交、关税特权。朝鲜政府在1895年12月16日颁布了《保护清商规则》，对原清租界外的清朝商人居留地、朝鲜的管辖权、华商的经营范围和守则作出了规定。
1896年2月，大韩帝国政府外部大臣金允植拟订了与清朝的外交约章，并于1898年9月与清朝签署《中韩通商条约》，完全废除了华商居留地，但允许中国商人仍侨居于原仁川清租界及华商居留地范围之内。两地后来发展为仁川唐人街，存在至今。